# Alain Marion
Pour les articles homonymes, voir Marion.
Alain Marion, né à Allauch, dans l'agglomération de Marseille, le 25 décembre 1938 et mort à Séoul le 16 août 1998, est un flûtiste français.

## Biographie
Fils d'une professeure de piano, Alain Marion étudie au Conservatoire de Marseille avec Joseph Rampal pendant 5 ans (de ses 9 ans à ses 14 ans) et y obtient un premier prix de flûte. Il intègre l'Ecole d'ingénieur de Marseille sur concours où il étudiera l'électricité pendant 2 ans. Par la suite, il décide de rejoindre Jean-Pierre Rampal à Paris sans toutefois intégrer le Conservatoire National Supérieur de Musique de la capitale (il échoue 2 fois au concours d'entrée).
Il intègre l'Ecole d'ingénieur de Marseille sur concours 
En 1961, il remporte un prix au Concours international de Genève.
Il commence sa carrière professionnelle en jouant des opérettes en tant que flûte solo dans la fosse du Casino d'Enghien sous la direction de Paul Ethuin, lui-même ancien flûtiste.
Il intègre ensuite l'Orchestre de chambre de l'ORTF en 1965 comme flûte solo où il reste 2 années.
Par la suite, lors de la création de l'Orchestre de Paris par Charles Munsch en 1967, il prend le poste de flûte solo. C'est "sa première expérience dans un grand orchestre" qui le marquera, en grande partie grâce à son directeur musical Charles Munch dont il partage sa fascination.
Il jouera par la suite sous la direction de Herbert Von Karajan, lorsque Charles Munch quitte le poste en 1968.
En 1971, il quitte l'Orchestre de Paris en même temps que Karajan puis rejoint l'Orchestre national de France toujours comme flûte solo sous la direction de Jean Martinon, Sergiu Celibidache ainsi que Lorin Mazel.
En 1977, il quitte son poste pour rejoindre l'Ensemble intercontemporain nouvellement créé par Pierre Boulez lors de son retour en France. Il y découvre un répertoire qu'il n'avait jusqu'alors jamais abordé : Berg, Schönberg, Stravinski ou Webern.
Il enregistre en 1980 les Concertos pour flûte de Mozart (KV 313, 314 et 315) avec l'Orchestre de Chambre de la Sarre sous la direction de Karl Ristenpart.
Parallèlement à sa carrière de flûstiste et après avoir quitté son poste de soliste d'orchestre, il devient assistant de Jean-Pierre Rampal au Conservatoire National Supérieur de Musique de Paris (à partir de 1977) et directeur artistique de l'académie internationale d'été de Nice.
Il a enregistré de nombreux disques, dont plusieurs avec l'orchestre Jean-François Paillard.
Il meurt le 16 août 1998.